# David Bain
David Bain (Rutherglen, 5 agosto 1900 – Allerton, 22 febbraio 1966) è stato un calciatore scozzese, di ruolo attaccante.

## Carriera
Attaccante esterno destro, gioca per Rutherglen Glencairn, Manchester United, Everton, Bristol City, Halifax Town e Rochdale. L'esperienza all'United è vissuta assieme al fratello Jimmy.
Nel maggio del 1922 i Red Devils acquistano i fratelli Bain. Debutta il 14 ottobre 1922 contro il Port Vale (0-1). Il 22 dicembre 1923 sigla una tripletta contro il Port Vale (5-0). Dopo aver totalizzato 22 presenze e 9 reti in Second Division, nel luglio 1924 viene ceduto all'Everton in cambio di 1000 £.